# Agroindústria
L'agroindústria (també dita agronegoci) és l'activitat econòmica que comprèn la producció, transformació i comercialització de productes agropecuaris, forestals i altres recursos naturals biològics. Implica l'agregació de valor a productes de la indústria agropecuària, la silvicultura i la pesca. Facilita la durabilitat i disponibilitat del producte d'una època a una altra, sobretot aquells que són més peribles.
Aquesta branca d'indústries es divideix en dues categories, alimentària i no alimentària. La primera s'encarrega de la transformació del bens produïts per l'agricultura, ramaderia, pesca i silvicultura en productes elaborats, en aquesta transformació s'inclou els processos de control de qualitat, classificació, embalatge i emmagatzematge de la producció agrícola, així com dels subproductes i derivats. La branca no-alimentària és l'encarregada de la part de transformació d'aquests productes que serveixen com a matèries primeres com ara cotó, cautxú, fusta, biocombustibles, etc.
L'agroindústria és centre de polèmiques en mitjans de comunicació i debats polítics. Els seus defensors valoren la importància de mantenir una producció i consum de proximitat, la creació de llocs de feina i riquesa en el medi rural i el fre que això suposa a la migració camp-ciutat. Els detractors d'una agroindústria massiva argumenten que aquesta provoca riscos ambientals (desforestació, contaminació, canvi climàtic) i concentració del capital en grans empreses productores i latifundistes.